# Karuah
Karuah – miasto w Australii, w stanie Nowa Południowa Walia.